# Gussewo (Kaliningrad, Bagrationowsk)
Gussewo (russisch Гусево, deutsch Groß Park) war ein Ort in der russischen Oblast Kaliningrad (Gebiet Königsberg (Preußen)). Die Ortsstelle gehört heute zum Munizipalkreis Rajon Bagrationowsk (Stadtkreis Preußisch Eylau).

## Geographische Lage
Die Ortsstelle Gussewo resp. Groß Parks liegt im südlichen Westen der Oblast Kaliningrad, 17 Kilometer nordwestlich der einstigen Kreis- und heutigen Rajonshauptstadt Preußisch Eylau (russisch Bagrationowsk).

## Geschichte
Bereits vor 1395 wurde Große Paroyke gegründet und nach 1426 Gräflicher Park, vor 1785 Groß Parck und nach 1820 bis 1947 Groß Park genannt. Als Vorwerk war Groß Park eng verbunden mit dem Gutsbezirk Kilgis (russisch Krasnoarmeiskoje, bis 1993: Saretschje) im ostpreußischen Kreis Preußisch Eylau, der 1929 in eine Landgemeinde umgewandelt wurde.
1945 kam Groß Park in Kriegsfolge zusammen mit dem gesamten nördlichen Ostpreußen zu Sowjetunion. Bis 1947 behielt Groß Park seinen deutschen Namen und erhielt erst dann die russische Namensform „Gussewo“. 1947 wurde der Ort außerdem in den Wladimirowski selski Sowet (Dorfsowjet Wladimirowo (Tharau)) eingegliedert. Über die weitere Entwicklung des Ortes ist nichts bekannt als lediglich die Angabe, dass er 2002 aus dem Ortsregister gestrichen worden ist und damit als untergegangen gilt.

## Religion
Mit seiner überwiegend evangelischen Bevölkerung war Groß Park bis 1945 in die Kirche Dollstädt (russisch Krasnosnamenskoje) in der Kirchenprovinz Ostpreußen der Kirche der Altpreußischen Union eingepfarrt.

## Verkehr
Die Ortsstelle von Gussewo resp. Groß Park liegt an einer Nebenstraße, die bei Krasnoarmeiskoje (Kilgis) von der 27K-123 abzweigt und bis nach Maiskoje (Baiersfelde) führt.